# Haddington (Lincolnshire)
Haddington – osada w Anglii, w hrabstwie Lincolnshire, w dystrykcie North Kesteven. Leży 11 km na południowy zachód od Lincoln i 186 km na północ od Londynu.